# 正十四醛
正十四醛（也称为1-十四醛，或肉豆蔻醛）是一种有机化合物，分子式C14H28O，结构简式CH3(CH2)12CHO，可由肉豆蔻酸（正十四酸）还原而来。